# Барахас, Фидель
Фидель Хуниор Барахас Хуарес (исп. Fidel Junior Barajas Juárez; родился 5 апреля 2006) — мексиканский футболист, полузащитник клуба «Гвадалахара».

## Клубная карьера
Выступал за футбольные академии клубов «Сакраменто», «Сакраменто Рипаблик» и «Сан-Хосе Эртквейкс».
2 сентября 2022 года 16-летний Барахас подписал свой первый профессиональный контракт с клубом Чемпионшипа ЮСЛ «Чарлстон Бэттери». Его профессиональный дебют состоялся 1 октября 2022 года в матче против «Хартфорд Атлетик», в котором он, выйдя на замену во втором тайме, отметился голевой передачей. 25 марта 2023 года в матче против «Тампа-Бэй Раудис» забил свой первый гол в профессиональной карьере. По итогам сезона 2023, в котором забил четыре гола и отдал девять голевых передач, Барахас был назван молодым игроком года в Чемпионшипе ЮСЛ и был включён во вторую символическую сборную Чемпионшипа ЮСЛ. 1 декабря 2023 года «Чарлстон Бэттери» продлил контракт с Барахасом на сезон 2024 согласно опции.
11 января 2024 года Барахас перешёл в клуб MLS «Реал Солт-Лейк», подписав контракт до конца сезона 2026 с опциями продления на сезоны 2027 и 2028. Чтобы подписать его, РСЛ выменял у «Торонто» первое место в списке отказов MLS за $50 тыс. в общих распределительных средствах и 17-ю позицию в списке отказов. В MLS он дебютировал 21 февраля 2024 года в матче открытия сезона 2024 против «Интер Майами», выйдя на замену во втором тайме вместо Андреса Гомеса.
2 июля 2024 года перешёл в мексиканский клуб «Гвадалахара».

## Карьера в сборной
Выступал за юношеские сборные США и Мексики.
В феврале 2023 года в составе сборной Мексики до 17 лет сыграл на чемпионате КОНКАКАФ среди команд до 17 лет. Забил на турнире 3 гола, на котором мексиканцы одержали победу.
В ноябре 2023 года был включён в заявку мексиканской сборной на юношеский чемпионат мира в Индонезии.

## Достижения
Сборная Мексики (до 17 лет)
- Победитель чемпионата КОНКАКАФ среди команд до 17 лет: 2023

Личные достижения
- Молодой игрок года в Чемпионшипе ЮСЛ: 2023
- Член второй символической сборной Чемпионшипа ЮСЛ: 2023